# Frank Capp
Frank Capp (* 20. August 1931 in Worcester, Massachusetts, als Francis Cappuccio; † 12. September 2017) war ein US-amerikanischer Schlagzeuger und Bandleader des West Coast Jazz und Mainstream Jazz. 

## Leben und Wirken
Frank Capp spielte nach seiner Ausbildung am Boston University College of Music gleich zu Beginn seiner Karriere 1951 in der Big Band von Stan Kenton und später bei Neal Hefti und Billy May. Ab 1953 arbeitete er in Los Angeles in den Studios, hatte kleinere Formationen und begleitete Sänger wie Ella Fitzgerald, Tony Bennett oder Peggy Lee, mit der er auch auf Tournee ging. 1963 schloss er sich einer Gruppe von Studiomusikern an, die in Fachkreisen The Wrecking Crew genannt wurde und die Instrumentation für zahlreiche Hits anderer Interpreten bis 1975 beitrug. Im Jahr 1975 gründete er mit dem Pianisten Nat Pierce die Capp-Pierce-Juggernaut Big Band, die im Spektrum des Swing und Mainstream arbeitete. Ab 1979 entstand auf dem Jazzlabel Concord Records eine Reihe von Alben mit Gastmusikern wie Blue Mitchell, Britt Woodman, Richie Kamuca, Garnett Brown, Buster Cooper, Bob Cooper, Conte Candoli, Jack Nimitz, John Pisano sowie dem Sänger Joe Williams. Die Band spielte vorwiegend Arrangements der Bands von Count Basie und Woody Herman.

## Auswahldiskographie
- 1979: Juggernaut (Concord) mit Blue Mitchell, Britt Woodman, Richie Kamuca, Nat Pierce
- 1978: Live at Century Plaza (Concord)
- 1981: Juggernaut Strikes Again! (Concord)
- 1987: Live at the Alley Cat (Concord)
- 1995: In a Hefti Bag
- 1991: Frank Capp Presents Rickey Woodard (Concord)
- 1993: Quality Time
- 1996: Play It Again Sam (Concord) mit Conte Candoli